# Simen Kvia-Egeskog
Simen Kvia-Egeskog, né le 26 mai 2003 à Stavanger en Norvège, est un footballeur norvégien qui joue au poste de milieu central au Viking FK.

## Biographie

### En club
Né à Stavanger en Norvège, Simen Kvia-Egeskog commence le football avec le club local du Viking FK où il fait toute sa formation. Le 29 juin 2021, il signe son premier contrat professionnel avec le Viking FK, étant alors lié au club jusqu'en décembre 2024.
Il joue son premier match en professionnel le 10 juillet 2021, lors d'une rencontre de championnat face au Strømsgodset IF. Il entre en jeu à la place de Sebastian Sebulonsen et les deux équipes se neutralisent (1-1 score final).
Le 2 septembre 2022, Simen Kvia-Egeskog rejoint le Skeid Fotball sous la forme d'un prêt jusqu'à la fin de l'année.

### En sélection
Simen Kvia-Egeskog représente l'équipe de Norvège des moins de 18 ans, jouant au total trois matchs en 2021.